# Nakladatelství Lidové noviny
NLN, s.r.o. (Nakladatelství Lidové noviny) – czeskie wydawnictwo książkowe. Specjalizuje się przede wszystkim w książkach z zakresu historii, nauk społecznych i przyrodniczych oraz językoznawstwa. Wydaje także biografie i beletrystykę. Nakładem wydawnictwa wychodzi również czasopismo „Dějiny a současnost”
Do głównych autorów wydawnictwa należą bądź należeli m.in. Tomáš Halík, Dušan Třeštík i Josef Žemlička.